# Хансхаген (Передняя Померания)
Хансхаген (нем. Hanshagen) — община в Германии, в земле Мекленбург-Передняя Померания.
Входит в состав района Восточная Передняя Померания. Подчиняется управлению Лубмин. Население составляет 928 человек (на 31 декабря 2010 года). Занимает площадь 9,65 км².